# Данилов, Николай Степанович
Николай Степанович Данилов (13 декабря 1944, Кемеровская область — 15 июля 2018, Нижний Новгород) — советский самбист, чемпион (1973) и бронзовый призёр (1972) чемпионатов СССР по самбо, мастер спорта СССР международного класса. Выступал в полутяжёлой весовой категории (до 100 кг). Представлял спортивный клуб Динамо (Минск). Наставниками Данилова были Н. Анохин и Анатолий Хмелёв.